# Procópio (guardião de Olímpia)
Procópio (em latim: Procopius) foi um romano do século IV, ativo em Constantinopla. Tornou-se guardião de Olímpia em 386 após a morte de seu pai; foi descrito por Gregório de Nazianzo como um dos grandes (megaloi). Talvez fosse proeminente senador na cidade e criou uma filha cujo nome é desconhecido e que casou em 386. Procópio recebeu algumas epístolas de Gregório: 90, 128 (de 381/2) e 193—4 (de 386). Talvez seja identificável com algum dos homônimos do período.